# 貝拉三世

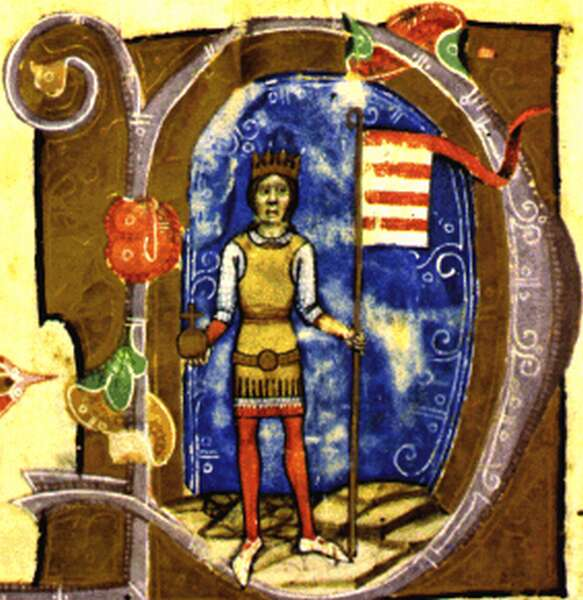
描繪在匈牙利編年史中的貝拉三世

貝拉三世（匈牙利語：III. Béla；1148年—1196年4月23日），阿爾帕德王朝匈牙利及克羅地亞國王（1172年—1196年在位）。蓋薩二世與其妻子基輔的歐弗羅西娜的次子，伊什特萬三世的弟弟。

## 早年
1161年，母親基輔的歐弗羅西娜封了貝拉一個位於克羅地亞、達爾馬提亞、斯拉弗尼亞等地的公國。1162年，父親蓋薩二世逝世，由兄長伊什特萬三世繼承王位。貝拉於1163年被送至君士坦丁堡作為匈牙利和拜占庭帝國之間的和約條件之一，貝拉改名阿萊克修斯。拜占庭帝國科穆寧王朝的皇帝曼努埃爾一世讓女兒瑪麗與貝拉定婚。將貝拉成為入侵匈牙利的籌碼。曼努埃爾一世要為貝拉取回他的公國，匈牙利和拜占庭帝國於1164年－1167年間開戰，貝拉亦為拜占庭帝國率軍攻打匈牙利，1167年，匈牙利軍隊在斯拉弗尼亞戰役中被完全殲滅，拜占庭帝國在其後的和約中確認得到了達爾馬提亞中部、波斯尼亞及斯拉弗尼亞。
1169年，第二任妻子安條克的瑪麗為曼努埃爾一世生了唯一的兒子阿歷克塞二世，曼努埃爾一世有了繼承人後，便將貝拉與女兒瑪麗的婚約取消，並取消了他繼承人的稱號，改任為凱撒。1170年，曼努埃爾一世又將妻妹安條克的安格妮絲許配給貝拉為妻。

## 統治期間

### 國內糾紛
1172年3月4日，伊什特萬三世逝世，傳言被毒害致死。匈牙利貴族邀請貝拉三世回國即位。但是埃斯泰尔戈姆大主教盧卡奇因貝拉三世買賣聖職而拒絕為他加冕，最後由考洛喬大主教於1173年1月18日為貝拉三世加冕。其實貝拉三世的母親基輔的歐弗羅西娜並不支持貝拉三世繼位，她支持三子蓋薩公爵繼承王位，陰謀推翻貝拉三世。
1174年，貝拉三世囚禁他的三弟蓋薩公爵，蓋薩逃獄並出走奧地利投靠亨利二世，亨利二世拒絕引渡蓋薩回國，貝拉三世因而聯同波希米亞公爵索別斯拉夫二世突襲侵掠奧地利藩國。貝拉三世亦幫助曼努埃爾一世與魯姆蘇丹國對戰，可惜聯軍於1176年9月17日在密列奧塞法隆戰役中被打敗。蓋薩公爵希望索別斯拉夫二世可幫他引見神聖羅馬帝國皇帝腓特烈一世，但是索別斯拉夫二世卻將他擒下並交給貝拉三世。貝拉三世再次囚禁蓋薩公爵，並禁閉其母親基輔的歐弗羅西娜。因為此事，腓特烈一世大怒下進行干預，下令將索別斯拉夫二世廢黜，並承認其堂侄貝德日赫為波希米亞公爵。腓特烈一世更下令新任奧地利藩侯利奧波德五世入侵波希米亞，貝拉三世威脅要入侵奧地利才迫令利奧波德五世撤出波希米亞。
1178年，考洛喬主教安德烈侮辱貝拉三世，貝拉三世很快就剝奪了他和他的支持者塞克什白堡的教務長辦公室，並收繳大主教的收入。教皇歷山三世以傳教士的制裁處罰貝拉三世，但貝拉三世很快與埃斯泰爾戈姆大主教盧卡奇和解，盧卡奇赦免了他並驅逐考洛喬大主教安德烈。經過聖座的調解，安德烈要求貝拉三世赦免他，而貝拉三世亦恢復他的大主教地位。

### 改革及擴張
貝拉三世在位期間進行一系列的改革。他將拜占庭帝國組織良好的管理，帶進匈牙利，強調書面記錄的重要性，於1181年傳令將該憲章適用於在他面前進行的所有事務。
曼努埃爾一世於1180年逝世，貝拉三世於6個月內恢復了他對達爾馬提亞的主權。斯普利特在曼努埃爾一世逝世後不久便宣佈回到匈牙利的主權下，扎達爾亦於1181年初返回匈牙利統治下。安德洛尼卡·科穆寧於1182年5月指控年輕的阿歷克塞二世的母親安條克的瑪麗煽動貝拉三世蹂躪貝爾格萊德和布蘭尼切夫（現塞爾維亞布蘭尼切夫地區）。這意味著當時貝拉三世已佔領了斯拉弗尼亞。
在同一個月，安德洛尼卡·科穆寧擒下了太后，並在當年年底將她殺害。趁著在拜占庭帝國出現了無政府狀態，貝拉三世於1183年上半年推進至尼什和薩爾迪卡。在薩爾迪卡，他奪取當地文物包括聖伊凡·里拉的遺體，並下令“以極大的榮譽將運至他的土地，榮譽地下葬於艾斯特根的教會中”。根據不同的文獻，有說貝拉三世從多瑙河南部地區撤出，但歷史學家保羅·斯蒂芬森說，貝拉三世保留這些土地。
1183年9月，安德洛尼卡·科穆寧被加冕為阿歷克塞二世的共治皇帝（即安德洛尼卡一世）。阿歷克塞二世本人在兩個月後遭到謀殺。安德洛尼卡的對手致書各君主，包括貝拉三世，要求他們攻擊安德洛尼卡一世。1185年初，貝拉三世入侵拜占庭帝國。1185年，安德洛尼卡一世被其將領伊薩克二世·安格洛斯推翻，後者建立了安格洛斯王朝，科穆寧王朝在拜占庭帝國的統治宣告。貝拉三世與伊薩克二世簽訂和約，伊薩克二世迎娶貝拉三世的女兒瑪格麗特為妻，貝拉三世以尼什和薩爾迪卡等地為女兒的嫁妝送給拜占庭帝國，又交還聖伊凡·里拉的遺體至薩爾迪卡。
1186年夏天，貝拉三世再娶法國國王腓力二世的姊姊、路易七世的女兒、英格蘭幼王亨利的遺孀瑪格烈特為妻。
威尼斯共和國於1187年入侵扎達爾，但是他們的海軍攻不下此堅固的城堡。因為減弱貴族的叛亂，加利奇王公弗拉基米爾·雅羅斯拉維奇於1188年未出逃至匈牙利。羅曼·姆斯季斯拉維奇攻陷加利奇，但是遭貝拉三世攻入加利奇並趕走。貝拉三世並沒有為弗拉基米爾·雅羅斯拉維奇復位，他囚禁弗拉基米爾·雅羅斯拉維奇及佔據加利奇，立幼子安德烈為統治者。
1187年，神聖羅馬帝國皇帝腓特烈一世帶領德意志十字軍東征經過匈牙利。貝拉三世迎接腓特烈一世，並派遣軍隊護送十字軍經過巴爾幹半島。貝拉三世應腓特烈一世的要求釋放弟弟蓋薩公爵及准許他離開匈牙利參加十字軍。神聖羅馬帝國腓特烈一世及拜占庭帝國伊薩克二世雙方不亙信至接近開戰，貝拉三世為他們作為調解人令雙方達成和議。
弗拉基米爾·雅羅斯拉維奇於1189年或1190年初從囚禁中逃脫。弗拉基米爾·雅羅斯拉維奇在得到克拉科夫大公卡齊米日二世的幫助下，他將安德烈趕走並重新控制加利奇公國。貝拉三世於1191年在普羅夫迪夫及斯拉弗尼亞與他的女婿伊薩克二世會面，但是會面的結果不為人知。貝拉三世亦向聖座要求將先王拉斯洛一世於1192年封聖。1193年初，貝拉三世入侵塞爾維亞，伊薩克二世以開戰威脅貝拉三世，要求他退兵。同時，威尼斯共和國總督恩里科·丹多洛出兵扎達爾，但是又失敗而回。
根據貝拉三世的收入列表，他是歐洲當時最富有的君主，但是此列表的可靠性存疑。

### 晚年
1194年，他安排長子伊姆雷加冕為繼承人，封為克羅地亞及達爾馬提亞公爵。拜占庭帝國於1194年在呂萊布爾加茲戰役被保加利亞第二帝國的沙皇伊凡·阿森一世帶領的保加利亞人、庫曼人及瓦拉基亞人的聯軍大敗，貝拉三世原本準備出兵幫助，但是他的女婿伊薩克二世不久於1195年4月被其弟阿歷克塞三世廢黜，刺瞎後囚禁起來。腓特烈一世本來準備為伊薩克二世而出兵拜占庭帝國，但是被貝拉三世所阻止。原本貝拉三世打算帶領十字軍解放聖地，但是最終因病不能遂其所願。1196年4月23日，貝拉三世因病逝世，長子伊姆雷繼承王位。貝拉三世原本葬於塞克什白堡巴西利卡中。19世紀考古學家發掘及以他的身高識別其遺體。其後，將他的遺體重新下葬於布達佩斯的馬加什教堂。

## 资料来源

### 一手资料
- Archdeacon Thomas of Split: History of the Bishops of Salona and Split (Latin text by Olga Perić, edited, translated and annotated by Damir Karbić, Mirjana Matijević Sokol and James Ross Sweeney) (2006). CEU Press. ISBN 963-7326-59-6.
- Deeds of John and Manuel Comnenus by John Kinnamos (Translated by Charles M. Brand) (1976). Columbia University Press. ISBN 0-231-04080-6.
- "Life of John of Rila from the Stishen (Sofia) Prologue". In Petkov, Kiril (2008). The Voices of Medieval Bulgaria, Seventh-Fifteenth Century: The Records of a Bygone Culture. Brill. pp. 265–268. ISBN 978-90-04-16831-2.
- O City of Byzantium, Annals of Niketas Choniatēs (Translated by Harry J. Magoulias) (1984). Wayne State University Press. ISBN 978-0-8143-1764-8.
- The Deeds of Frederick Barbarossa by Otto of Freising and his Continuator, Rahewin (Translated and annotated with an introduction by Charles Christopher Mierow with the collaboration of Richard Emery) (2004). Columbia University Press. ISBN 0-231-13419-3.
- The Hungarian Illuminated Chronicle: Chronica de Gestis Hungarorum (Edited by Dezső Dercsényi) (1970). Corvina, Taplinger Publishing. ISBN 0-8008-4015-1.

### 二手资料
- Bartl, Július; Čičaj, Viliam; Kohútova, Mária; Letz, Róbert; Segeš, Vladimír; Škvarna, Dušan. . Bolchazy-Carducci Publishers, Slovenské Pedegogické Nakladatel'stvo. 2002. ISBN 0-86516-444-4.
- Berend, Nora; Urbańczyk, Przemysław; Wiszewski, Przemysław. . Cambridge University Press. 2013. ISBN 978-0-521-78156-5.
- Curta, Florin. . Cambridge University Press. 2006. ISBN 978-0-521-89452-4.
- Dimnik, Martin. . Cambridge University Press. 2003. ISBN 978-0-521-03981-9.
- Engel, Pál. . I.B. Tauris Publishers. 2001. ISBN 1-86064-061-3.
- Fine, John V. A. . The University of Michigan Press. 1991. ISBN 0-472-08149-7.
- Kontler, László. . Atlantisz Publishing House. 1999. ISBN 963-9165-37-9.
- Kristó, Gyula; Makk, Ferenc. . Magyar Helikon. 1981 （匈牙利语）.
- Kristó, Gyula; Makk, Ferenc. . I.P.C. Könyvek. 1996. ISBN 963-7930-97-3 （匈牙利语）.
- Lock, Peter. . Longman. 1995. ISBN 0-582-05139-8.
- Magaš, Branka. . SAQI. 2007. ISBN 978-0-86356-775-9.
- Magdalino, Paul. . Cambridge University Press. 1993. ISBN 0-521-52653-1.
- Makk, Ferenc. . Akadémiai Kiadó. 1989. ISBN 963-05-5268-X.
- Makk, Ferenc. . Kristó, Gyula; Engel, Pál; Makk, Ferenc  (编). . Akadémiai Kiadó. 1994: 91–92. ISBN 963-05-6722-9 （匈牙利语）.
- Molnár, Miklós. . Cambridge University Press. 2001. ISBN 978-0-521-66142-3.
- Rady, Martyn. . Palgrave. 2000. ISBN 0-333-80085-0.
- Runciman, Steven. . Cambridge University Press. 1951. ISBN 0-521-06162-8.
- Stephenson, Paul. . Cambridge University Press. 2000. ISBN 978-0-521-02756-4.
- Treadgold, Warren. . Stanford University Press. 1997. ISBN 0-8047-2630-2.